# Césarie Farrenc
Pour les articles homonymes, voir Farrenc.
Césarie Farrenc (née Césarie Gensollen le 24 juillet 1802 à Draguignan et morte le 19 juin 1875 à Saint-Dalmas-de-Tende) est une femme de lettres française, auteur d’ouvrages consacrés à l’éducation, la morale et la piété.

## Biographie
Elle est la fille d'Honoré Gensollen, médecin et de Julie Desbonnes de La Fontaine.

## Œuvres
- Adolphe, ou l'Arrogant puni
- Amélie, ou l'Ange du hameau
- Petit théâtre pour les jeunes filles
- Les Élèves des écoles chrétiennes, ou Antoine et Gabriel
- Les Deux Sœurs, ou Laideur et Beauté
- Julien, ou le Fils du vieux militaire
- Lazare, ou le Petit Matelot
- Le Mariage de raison et le Mariage d'inclination
- Le Petit Jean, ou le Fils du bûcheron
- Le Petit Matthieu, ou Une pauvre famille
- Le Petit Homme gris, ouvrage philosophique, religieux et moral
- Théodule, ou l'Ami des malheureux, histoires religieuses et morales
- L'École du hameau ou l'Élève du bon pasteur, suivi de Alfred ou Le tombeau